# Jan van Zanen
Jan Hendrikus Cornelis van Zanen, né le 4 septembre 1961 à Purmerend, est un homme politique néerlandais, membre du VVD. Depuis le 1er juillet 2020, il est maire de La Haye après avoir été maire d'Utrecht (2014-2020) et d'Amstelveen (2005-2013) et président national du VVD (2003-2008). Il est président de l'Association des municipalités néerlandaises (VNG) depuis le 3 juin 2015.

## Biographie
Jan van Zanen grandit à Edam-Volendam. Il est le vice-président national de l' Organisation de la jeunesse pour la liberté et la démocratie (JOVD). Il étudie le droit à l'université libre d'Amsterdam et à la Cornell Law School de l'Université Cornell à Ithaca (New York).

### Maire d'Utrecht
Du 1er janvier 2014 au 1er juillet 2020, il est le 330e maire d'Utrecht.

### Maire de La Haye
Le 1er juillet 2020, Jan van Zanen est nommé maire de La Haye.

### Vie personnelle
Jan van Zanen a deux enfants.